# Beate Fauser
Beate Fauser (* 14. Oktober 1949 in Stuttgart) ist eine deutsche Politikerin der FDP/DVP und war von 1996 bis 2011 Mitglied des Landtags von Baden-Württemberg.

## Leben und Beruf
Nach der Mittleren Reife am Gymnasium in Sindelfingen besuchte Beate Fauser eine Handelsschule und absolvierte auf dem zweiten Bildungsweg das Abitur. Bis 1988 studierte sie Politikwissenschaften und Volkskunde in Tübingen. Seit 1985 ist sie Geschäftsführerin einer Handelsgesellschaft. Fauser ist evangelisch, verheiratet und hat ein Kind.

## Politik
Von 1988 bis 2011 war Beate Fauser Vorsitzende des FDP-Kreisverbands in Calw. 1994 wurde sie in den Kreistag des Landkreises Calw gewählt. Von 1996 bis 2011 war sie Abgeordnete des Landtags von Baden-Württemberg. Fauser vertrat den Wahlkreis 43 (Calw) und war von 2001 bis 2006 stellvertretende Landtagspräsidentin. Sie errang bei der Wahl 2011 kein Mandat mehr.